# Dorothy Green
Dorothy Green, ameriška tenisačica, * 31. marec 1897, † 13. december 1964.
V vseh konkurencah se je šestkrat uvrstila v finale turnirja za Nacionalno prvenstvo ZDA in ga osvojila enkrat. V posamični konkurenci se je v finale uvrstila leta 1913, ko jo je premagala Mary Kendall Browne v dveh nizih. V konkurenci ženskih dvojic je turnir osvojila leta 1912 z Mary Kendall Browne, še trikrat se je uvrstila v finale, v konkurenci mešanih dvojic pa se je v finale uvrstila leta 1913 skupaj s C.S. Rogersom.

## Finali Grand Slamov

### Posamično (1)

#### Porazi (1)
| Leto | Turnir                   | Nasprotnica v finalu | Rezultat finala |
| 1913 | Nacionalno prvenstvo ZDA | Mary Kendall Browne  | 2–6, 5–7        |

### Ženske dvojice (4)

#### Zmage (1)
| Leto | Turnir                   | Partnerica          | Nasprotnici v finalu                       | Rezultat finala |
| 1912 | Nacionalno prvenstvo ZDA | Mary Kendall Browne | Maud Barger-Wallach Mrs. Frederick Schmitz | 6–2, 5–7, 6–0   |

#### Porazi (3)
| Leto | Turnir                   | Partnerica      | Nasprotnici v finalu                        | Rezultat finala |
| 1909 | Nacionalno prvenstvo ZDA | Lois Moyes      | Hazel Hotchkiss Edith Rotch                 | 1–6, 1–6        |
| 1911 | Nacionalno prvenstvo ZDA | Florence Sutton | Hazel Hotchkiss Eleonora Sears              | 4–6, 6–4, 2–6   |
| 1913 | Nacionalno prvenstvo ZDA | Edna Wildey     | Mary Kendall Browne Louise Riddell Williams | 10–12, 6–2, 3–6 |

### Mešane dvojice (1)

#### Porazi (1)
| Leto | Turnir                   | Partner     | Nasprotnika v finalu            | Rezultat finala |
| 1913 | Nacionalno prvenstvo ZDA | C.S. Rogers | Mary Kendall Browne Bill Tilden | 5–7, 5–7        |